# Španie Pole
Španie Pole (maďarsky Gömörispánmező) je obec na Slovensku v okrese Rimavská Sobota. První písemná zmínka pochází z roku 1301. Obec se nachází blízko slovenských hranic s Maďarskem. Žije zde 76 obyvatel. Rozloha obce je 9,19 km².

## Kultura a zajímavosti

### Památky
- Evangelický kostel, klasicistní jednolodní stavba se segmentovým zakončením presbytáře a věží z let 1805–1810.[2]